# De Hûnekop
De Hûnekop (Nederlands: De Hondenkop) is een Friese band. De muziekstijl wordt omschreven als arbeidersrock of rouwdouwersmuziek en is een mengeling van country, blues, rock en punk.

## Geschiedenis
In 2008 en 2009 deed Emiel Stoffers tijdens zijn reis door Australië inspiratie op uit de muziek van Hank Williams en Johnny Cash. Bij thuiskomst richtte hij samen met Rik Alsma en Bart Scheffers de band De Hûnekop op. Het eerste grotere optreden van de band was in 2009 op Freeze Festival in Leeuwarden.
In december 2010 won De Hûnekop de Friesland Pop Talent Award. Na het winnen van de prijs in Leeuwarden werd de band langzaamaan bekender. Op 25 april 2011 speelde De Hûnekop voor het eerst op Aaipop. In de zomer van 2011 werkte de band mee aan het Fryske Cash Projekt, waarbij nummers van Johnny Cash in het Fries vertaald worden. De cd van dit project werd op 9 juli 2011 in Sneek gepresenteerd. De tweede volledige eigen cd, Wanklanken fan 'e wurkflier (Wanklanken vanaf de werkvloer) werd op 16 juli 2011 gepresenteerd op Hûnekopfestival, dat toen in Bergum plaatsvond. Na een jaar van veel optredens verscheen het album Psalms foar de Rûchhouwer.
In de Fryske Top 100 stonden eind 2012 zeven Hûnekop-noteringen.
In de zomer van 2013 werd er een reeks van drie speciale optredens gedaan met de Friese punkband Strawelte. In deze periode is ook besloten om de bezetting uit te breiden met Jeroen Seinstra op elektrische gitaar. In maart 2014 verscheen een dubbelalbum getiteld Fiif Jier Smoar. Hierop zijn de meest populaire Hûnekop-nummers verzameld en is de band voor het eerst te horen als kwartet in plaats van een trio. De verschijning van Fiif Jier Smoar was ook de aftrap van de nieuwe tournee. Er wordt in de eigen provincie slechts een beperkt aantal shows gegeven onder de noemer Fryslân Toer 2014, zodat de band zich ook meer buiten de Friese grenzen kan laten horen.
Op 14 juli 2022 verscheen de single "Wy kam fram Fryslân" welke de top 5 van meest bekeken muziekvideo’s in Nederland terechtkwam en ook in de Top 2000 van Radio 2 belandde.

## Discografie
Albums
- Raast oan 'e protters (2010)
- Wanklanken fan 'e wurkflier (2011)
- Psalms foar de Rûchhouwer (2012)
- Fiif Jier Smoar (2014)
- Wy Ha Wer Spul (2014)
- Klompetreen (2016)
- Monsterachtich (2019)
- 11,5 jier smoar 2009-2020 (2020)
- Sa Geef As Kryt (2024)

Samenwerkingsprojecten
- Fryske Cash met het nummer Drugsrotsoai en het nummer Marwei bloes (juli 2011)

### NPO Radio 2 Top 2000
Van De Hûnekop stond alleen Wy kam fram Fryslân (met Oele Plop) in 2022 in de NPO Radio 2 Top 2000, op plek 788.